# Гилгамеш
Гилгамеш е шумерски и акадски митологико-епичен герой. Гилгамеш е акадското име; шумерският вариант очевидно произлиза от формата Билга-мес, което е възможно да означава „прародител герой“.
Редица текстове, публикувани в последните десетилетия, позволяват Гилгамеш да бъде приеман за реална историческа личност – петият владетел от I династия на град Урук в Шумер (края на 27 – началото на 26 век пр.н.е. Очевидно скоро след смъртта си Гилгамеш е обожествен. Неговото име с детерминативите (определящи знаци) на божество се среща още в текстовете от Фара (26 век пр.н.е.). В „царския списък“ на Трета династия на Ур Гилгамеш е представен като митична личност: продължителността на неговото управление е 126 години, а неговият баща е демонът Лилу/Лиллу/Лила.
В епичните текстове Гилгамеш е син на урукския владетел Лугалбанда и богинята Нинсун (възможно е историческият Гилгамеш да е бил син на владетеля и жрица, представляваща богинята в обреда на свещен брак).
От 2 хил. пр.н.е. Гилгамеш се смята за съдия в задгробния свят и защитник на хората от демоните. В официалния култ обаче той не играе почти никаква роля (въпреки че царете от Трета династия на Ур и по-специално Ур-Наму, основателят на династията, го смятат за свой прародител).
Гилгамеш е най-популярният от героите от урукския кръг (Енмеркар, Лугалбанда и Гилгамеш). Запазени са 5 шумерски епични песни за Гилгамеш:
1. „Гилгамеш и Ага“ – сказание за борбата на Гилгамеш с Ага, владетеля на северното обединение на шумерските градове начело с Киш. Кулминационният момент на разказа е появяването на Гилгамеш на градската стена на Урук, объркването на вражеските войски при вида му и победата над тях (единственият хиперболичен и вълшебно-приказен момент от това чисто епическо произведение, което почти не съдържа митологичен материал);
2. „Гилгамеш и планината на безсмъртните“ е разказ за похода на Гилгамеш начело на неженени войни в планината за кедри и за завоюване на „славно име“, борбата му с пазителя на кедрите – чудовището Хувава (Хумбаба), убийството на Хувава с помощта на вълшебни помощници и гнева на бог Енлил за този подвиг;
3. „Гилгамеш и небесният бик“ е слабо запазил се текст за умъртвяването от Гилгамеш на небесния бик – чудовище, изпратено от богинята Инана срещу Урук;
4. „Гилгамеш, Енкиду и подземният свят“ – по молба на богинята Инана Гилгамеш убива гигантската птица Анзуда и вълшебната змия, заселили се във вълшебното дърво хулупу, посадено от богинята в нейната градина. От корените и клоните на дървото той прави „пукку“ и „микку“ (барабан и барабанни палки?), но те пропадат в подземния свят. Енкиду (в шумерската традиция – слуга на Гилгамеш) се наема да ги донесе, но не изпълнява магичните препоръки на Гилгамеш и остава в подземния свят завинаги. Гилгамеш успява с молитви да извика духа на Енкиду и той му разказва за мрачния и безнадежден живот в подземното царство;
5. „Гилгамеш в подземния свят“ (или „Смъртта на Гилгамеш“): Гилгамеш отнася в подземния свят дарове за неговата владетелка Ерешкигал, както и на боговете, съставящи свитата ѝ.

Образът на Гилгамеш е най-добре разработен в акадския епос.
Според традицията с Гилгамеш се свързват изображенията на герой, борещ се с лъв и див бик, а също и глинени фигурки, изобразяващи духовете (джиновете) на плодородието – митологичен образ, по-древен исторически от Гилгамеш.
Образът на епическия Гилгамеш намира отражение в акадското изкуство от 24-22 век пр.н.е. особено в глиптиката. Скулптури на Гилгамеш и Енкиду са охранявали входа в двореца на асирийския цар Саргон II (8 век пр.н.е.).